# 조지아 고속도로 S2호선
조지아 고속도로 S2호선(S2 highway, 조지아어: საერთაშორისო 2)은 세나키와 사르피를 사이에 두고 이어주는 총 연장 119km의 거리를 가진 조지아의 고속도로이다. 다른 이칭으로는 세나키-포티-사르피 간선도로(Senaki-Poti-Sarpi)이기도 하며, 이 도로는 유럽 고속도로 60호선, 유럽 고속도로 70호선, 유럽 고속도로 97호선, 아시안 하이웨이 5호선()의 각 일부로 구성되어 있다.
주요 경유지로는 포티, 우레키, 코불레티, 차크비, 바투미 등이 있다. 다만 터키와의 국경을 건너게 되면 트라브존까지 계속 이어준다.